# Хаџи Тодор Димитријевић
Хаџи-Тодор Димитријевић (Врање, 1.март 1889 – Београд, 30.новембар 1977. године) био је писац, новинар, публициста и фолклориста. Један од значајнијих Врањанаца, за кога су многи говорили да је српски Дон Кихот.

## Биографија
Хаџи-Тодор Димитријевић рођен је 1. марта 1889. године у Врању, од оца Аксентија, албатина, и мајке Софке, домаћице. Преци су му пореклом из Жбевца, из рода Лишковци. Потиче из фамилије Магаричики. У родном месту је завршио основну школу и шест разреда гимназије. У Београд је отишао 1905. године пешице да би наставио гимназијско школовање. Као ученик гимназије много је путовао, обилазећи целу Србију. Године 1910. уписује Филозофски факултет у Београду, али га убрзо силом прилика напушта. Ухапшен је приликом уличних демонстрација и полиција теразијског кварта доноси одлуку да га протера у родно место. Уместо у Врање, у Америку одлази 1911. године, где се интензивно бавио новинарством. Најпре је сарађивао у Србобрану, а затим је постао његов уредник.
У Чикагу 1914. године објављује књигу „Пропаст Аустрије“. Овом књигом је изазвао реакцију Аустро-Угарске, која га у нотама великих сила проглашава за једног од узрочника Првог светског рата. У Бечу му се суди у одсуству. Пресуда је гласила - смрт вешањем. Овај велики родољуб дао је значајан допринос у одбрани Србије на светској политичкој сцени, држећи предавања у корист Србије и српске војске. За ову заслугу Црвени крст га је 1917. године на Крфу одликовао највећим признањем – златним крстом.
Хаџи-Тодор Димитријевић је као публициста објавио многе књиге на српском, енглеском, шпанском, немачком и португалском језику. Од 1932. до 1941. године издавао је лист Наше село. По завршетку Другог светског рата бавио се филологијом и лексикографијом.

## Путовања и рад
За рад на прикупљању фолклорне заоставштине био је 1908. награђен од Српске краљевске академије наука. За време Првог светског рата и после обишао је целу Европу, па и даље. Немирне природе, нигде се није дуго задржавао и као да му је такав начин живота највише и одговарао. Најпре је рањен као добровољац на руско-немачком фронту. Током лечења у Петрограду ступа у контакт са групом бољшевика и царске власти га протерују у Финску, одакле одлази у Лондон и пише књигу на енглеском „Европски конфликт“ . На основу рецензија Богдана Поповића и Николаја Велимировића, српска влада га новчано награђује. Николај Велимировић покушава да му преузме ауторство и новчани део награде, али Димитријевић успева да пред судом у Лондону одбрани своја ауторска права.
Године 1915. борави у Јапану, 1916. протеран је из Русије за Финску, 1917. одликован је на Крфу, 1918. у Бразилу публикује прву књигу, 1919. добија награду од чилеанске владе, 1920. постаје директор Црвеног крста, од 1922-1930. налази се у Чехословачкој, где објављује на чешком и словачком. Године 1924. ступа у сукоб са словачким нациналистима и раскринкава их у књизи „Правда витези“, на основу које државно тужилаштво покреће поступак пред судом, који нациналистичког вођу и будућег Хитлеровог сарадника Војтеха Павела Туку шаље на дугогодишњу робију. Године 1928. са мајком посећује Христов гроб и од тада постаје познат као Хаџија. Крајем 1930. враћа се у Југославију и почиње борбу која ће га довести до положаја народног посланика пчињског среза .
У Врању пише кратке публикације које имају нападачки карактер. Напада гимназијске професоре и директоре ове школе, владику Николаја Велимировића, неке црквене старешине, управу Дуванског стоваришта у Врању, Академију наука, њеног члана Александра Белића, врањске адвокате и неке имућне људе; пише студију о женидби краља Александра, а на терену, у Врању и околини, ради припреме за посланичке изборе, растура пароле које пале и драже широке народне слојеве пчињског среза . Дворској камарили шаље ласкаве и лажне поздраве за њен живот и здравље који су у једном моменту личили на глуму. Пароле су могле да имају комунистички карактер. Агитацијом и својом двоструком личношћу, Димитријевић ја пробудио врањски сиромашни свет и указао на његов значај, нарочито за политику, јер је тај свет до тада био успављиван од стране радикала и демократа. Године 1931. добио је посланички мандат од четири године.
Године 1932. покреће недељни лист „Наше село” у коме сељацима давао разне поуке и савете за обраду земље. У њему наставља познате нападе, а и објављује чувене врањске пословице. Он ће са овом збирком народног блага остати да трајно живи. Лист сељацима и грађанима дели бесплатно. Тодор Димитријевић, се у овом листу и у свим другим акцијама, показао као врло динамичан и човек без икаквих скрупула. Он се ничега мије плашио, нити од чега презао.
Крећући се одмалена, широм Европе и света, Димитријевић је упознао многе земље и њихове људе, стекао огромно животно искуство и дошао до сазнања да је за успех у животу врло често потребна дрскост, лукавост, дволичност, па и непоштење. Сваком приликом он је на путу кроз животне бодље све ове особине користио, па је и успевао у многим стварима. Хаџи-Тодор Димитријевић, звани „Магариче”, био је и остао врло сложена личност , неуједначена природа човека, каквих нема много код нас. Димитријевић указује на чињеницу да човек дела и ради онако какви су друштвени услови живота.
Године 1945. оснива "Раднички фронт", с намером да учествује на изборима, али га осујећује хапшење.
У Београду 1951. покреће гласило „Правописни билтен” који је повремено издавао. И у овом гласилу он наставља са разним нападима. У језичној борби тражио је некакво чистунство какво не постоји.
А када је зашао у године старости, када је требало да оде у пензију и мало одмори, од толиких силних борби, није могао да прикупи радни стаж ни десет година, нити да регулише пензију. Онако стар и изнемогао продужио је да живи од милостиње племенитих људи и мале социјалне помоћи једне београдске установе.
Умро је у Београду, у дубокој старости, 30. новембра 1977. године. Није оставио потомство за собом.